# Escut de Pau
L'escut oficial de Pau té el següent blasonament:
Escut caironat: d'argent, un paó d'atzur. Per timbre una corona de baró.

## Història
Va ser aprovat el 28 de maig de 1984.
El castell del poble fou el centre d'una baronia, que va pertànyer als Pau fins al segle xiv. L'escut de la localitat són les mateixes armes parlants dels barons: un paó d'atzur sobre camper d'argent, i té la corona de baró al capdamunt.